# جبهة التهييس الشعبية
جبهة التهييس الشعبية هي المدونة التي تكتب بها الصحفية والناشطة المصرية نوارة نجم منذ عام 2006. 
في هذه المدونة تعبر نوارة نجم عن آرائها ـ السياسية في معظمها ـ بلغة أقرب إلى لغة الشارع وبأسلوب نقدي ساخر يحمل الكثير من المرارة، وتتخذ المدونة عبارة «الحرية لم تخلق إلا لمن يحملون أرواحهم على أكفهم» شعاراً لها، يحتل رأس المدونة وإلى جانبه صورة لطفلة تعض سلكاً شائكاً.
بلغ عدد قراء مدونة نوارة نجم قبل ثورة 25 يناير ما بين 15 ألف و20 ألف شخص يومياً، وارتفع هذا العدد خلال الثورة إلى ما بين 25 ألفاً و30 ألفاً في اليوم.
ويجدر بالذكر أيضاً نوارة كان لها أثر كبير في دخول والدتها الصحفية صافي ناز كاظم عالم التدوين في الفضاء الافتراضي؛ وذلك من خلال مدونتها المسماة «لساني حصاني». كما يذكر أن «جبهة التهييس الشعبية» هو أيضاً اسم البرنامج التلفزيوني الذي قدمته نوارة نجم على قناة التحرير الفضائية لفترة وجيزة سنة 2011.

## وصلات خارجية
- مدونة جبهة التهييس الشعبية